# نخبگان سیاسی ایران از انقلاب مشروطیت تا انقلاب اسلامی
نخبگان سیاسی ایران از انقلاب مشروطیت تا انقلاب اسلامی: مطالعه از نظر جامعه‌شناسی سیاسی کتابی از زهرا شجیعی است که در سال ۱۳۷۲ منتشر و در مراسم کتاب سال جمهوری اسلامی ایران به‌عنوان کتاب برگزیده معرفی شد.